# Anthela linearis
Anthela linearis là một loài bướm đêm thuộc họ Anthelidae. Loài này được Thomas Pennington Lucas mô tả đầu tiên năm 1891. Loài này có ở Úc.